# Hypena inapertalis
Hypena inapertalis är en fjärilsart som beskrevs av Walker 1866. Hypena inapertalis ingår i släktet Hypena och familjen nattflyn. Inga underarter finns listade i Catalogue of Life.